# World Series of Snooker
Sportingbet.com World Series of Snooker je serija poklicnih snooker turnirjev, ki so jo zagnali kot protiutež elitni snooker karavani, ki jo vodi svetovna snooker zveza WPBSA.  Prva sezona WSS-ja je bila sezona 2008/09, v kateri so izpeljali štiri dvodnevne turnirje (na vseh turnirjih je bil razpored sledeč: četrtfinala v soboto, polfinali in finale v nadeljo): v St. Helierju, v Berlinu, Moskvi in Varšavi. Vrhunec premierne sezone pa je bil veliki finale, tridnevni turnir, ki je potekal v Portimãu.
Na turnirjih je igralo deset vodilnih igralcev po svetovni jakostni lestvici, na vsakem turnirju po štirje, ki so se nato pomerili s štirimi domačimi igralci, ki so igrali s povabilom organizatorja (wildcard vstopnico). Zmagovalec turnirja je prejel pet točk, poraženec v finalu tri, oba preostala polfinalista pa po eno. Te točke so na koncu odločale o zasevkih igralcev na velikem finalu v Portimãu.
Premierno sezono je z zmago na sklepnem dejanju, velikem finalu, dobil Anglež Shaun Murphy, ki je finalu premagal Škota Johna Higginsa, ki je sicer osvojil dva od štirih rednih turnirjev sezone.

## Organizacija in namen
Serijo turnirjev je zagnal FTSC Sports Management, ki je tedaj zagotavljal menedžerske storitve za vodilne igralce sveta, med drugim za Johna Higginsa in Graema Dotta. Poleg zgoraj omenjene menedžerske družbe je serijo podprla tudi televizijska hiša Eurosport, ki je prenašala vse dogodke in jim dajala enako pozornost kot ostalim jakostnim turnirjem, ki jih je tudi prenašala. Od posameznikov sta pri organizaciji serije najbolj izstopala Higgins in vodilna svetovna snooker sodnica Michaela Tabb.
Higgins je začutil, da šport prejema premalo medijske pozornosti in da je premalo izkoriščen potencial prizorišč zunaj tradicionalnih lokacij na otoku (in v zadnjih sezonah tudi na Daljnem vzhodu). Higgins je v svoji argumentaciji podpore tekmovanju navedel ta dva razloga, prav tako pa je poudaril tudi, da je želel nekaj vrniti športu, ki mu je prinesel toliko dobrega v življenju.  Po opravljenih raziskovalnih turnejah in odigranem turnirju Warsaw Snooker Tour 2007 v Varšavi so določili prizorišča za prvo sezono. Organizatorji nameravajo v prihodnosti izvesti tudi do deset turnirjev v sezoni, večidel v času tradicionalnega posezonskega premora od maja do avgusta. 

## 2008/09
| Datum                   | Prizorišče                             | Zmagovalec   | Poraženec v finalu | Izid |
| ----------------------- | -------------------------------------- | ------------ | ------------------ | ---- |
| 21. - 22. junij 2008    | Fort Regent, St. Helier                | John Higgins | Mark Selby         | 6-3  |
| 12. - 13. julij 2008    | Tempodrom, Berlin                      | Graeme Dott  | Shaun Murphy       | 6-1  |
| 25. - 26. oktober 2008  | EXPO XXI, Varšava                      | Ding Junhui  | Ken Doherty        | 6-4  |
| 22. - 23. november 2008 | Športna dvorana Krila Sovjetov, Moskva | John Higgins | Ding Junhui        | 5-0  |
| 8. - 10. maj 2009       | Pavilhão Arena, Portimão               | Shaun Murphy | John Higgins       | 6-2  |

## 2009/10
| Datum                   | Prizorišče                        | Zmagovalec   | Poraženec v finalu | Izid |
| ----------------------- | --------------------------------- | ------------ | ------------------ | ---- |
| 16. - 17. maj 2009      | INEC, Killarney                   | Shaun Murphy | Jimmy White        | 5-1  |
| 17. - 18. oktober 2009  | Aréna Sparta Podvinný Mlýn, Praga | Jimmy White  | Graeme Dott        | 5-3  |
| 19. - 20. december 2009 | Jeddah                            |              |                    |      |